# 美男高校地球防衛部ハイカラ!
『美男高校地球防衛部ハイカラ!』（びなんこうこうちきゅうぼうえいぶハイカラ）は、日本のテレビアニメ作品。2025年7月より放送中。『美男高校地球防衛部LOVE!』からはじまる「美男高校地球防衛部」シリーズの最新作となる。

## あらすじ
舞台は大正時代。眉難高校の学生の雲仙、酸ヶ湯、卯花、長万部、阿蘇は“何にもしない部”・地球防衛部の部室や黒玉寮でダラダラ過ごす毎日を送っていた。ある日彼らはマヌルネコのヌルと出会う。ヌルは遠い未来から地球の滅亡を知らせに来たという。5人はヌルの猫科学でハイカラ浪漫団（ろまんだん）に変身し、地球征服を企む蛮華羅新鋭隊（ばんからしんえいたい）と戦うことになった。

## 登場人物
雲仙 新九郎（うんぜん しんくろう）/ブリリアントレッド
声 - 高野大河
変身時の名乗りは「立てば芍薬！座れば牡丹！紅顔のハイカラ男子！ブリリアントレッド！」。
酸ヶ湯 愛琉志（すかゆ なるし）/メランコリックネイビー
声 - 長岡龍歩
変身時の名乗りは「眉目秀麗！水も滴るハイカラ男子！メランコリックネイビー！」。
卯花 惣輔（うのはな そうすけ）/ノスタルジックグリーン
声 - 観世智顕
変身時の名乗りは「山紫水明！優美華麗なハイカラ男子！ノスタルジックグリーン！」。
長万部 潮（おしゃまんべ うしお）/モダンイエロー
声 - 小池貴大
変身時の名乗りは「晴好雨奇！天然素材ハイカラ男子！モダンイエロー！」。
阿蘇 空太（あそ あくた）/エモーショナルバイオレット
声 - 草野太一
変身時の名乗りは「紫電一閃！閃光のハイカラ男子！エモーショナルバイオレット！」。
ヌル
声 - 西村知道

百目鬼 珠闘麗斗（どめき すとれいと）/叢雲（むらくも）
声 - 前野智昭
変身時の名乗りは「気炎万丈の剣！叢雲（むらくも）！」。
乳頭 左門（にゅうとう さもん）/真経（まふつ）
声 - 阿座上洋平
変身時の名乗りは「八面玲瓏の鏡！真経（まふつ）！」。
猫魔 祐（ねこま たすく）/八尺瓊（やさかに）
声 - 山下大輝
変身時の名乗りは「神算鬼謀の球！八尺瓊（やさかに）！」。
キャン
声 - 安元洋貴

御殿場寮長
声 - 杉田智和

## スタッフ
- 原作 - 馬谷くらり[3]
- 監督・音響監督 - 高松信司[3]
- シリーズ構成 - あおしまたかし[3]
- キャラクターデザイン - 村上彩香[3]
- プロップデザイン - 土本佳奈[3]
- 美術監督 - 丸山由紀子[3]
- 美術設定 - 友野加世子、乗松美穂、大久保修一
- 色彩設計 - 桂木今里[3]
- 撮影監督 - 越山麻彦[3]
- 編集 - 小野寺桂子[3]
- 音響効果 - 出雲範子
- 音響制作 - ダックスプロダクション
- 音楽 - yamazo[3]
- 音楽制作 - PONY CANYON[3]
- 音楽プロデューサー - 川原陽子[3]
- プロデューサー - 川原陽子、工藤雅世、西前朱加、田中洸志、鹿志村絵美
- アニメーションプロデューサー - 齋藤隆行
- アニメーション制作 - スタジオディーン[3]
- 製作 - 黒玉寮

## 主題歌
「ハイカラ de GO!!」
ハイカラ浪漫団によるオープニングテーマ。作詞はhotaru、作曲・編曲は奥井康介。
「残光 in your eyes」
蛮華羅新鋭隊によるエンディングテーマ。作詞はhotaru、作曲・編曲は園田健太郎。

## 各話リスト
| 話数   | サブタイトル                  | 脚本           | 絵コンテ        | 演出              | 作画監督 | 総作画監督        | 初放送日      |
| ------ | ----------------------------- | -------------- | --------------- | ----------------- | --- | ----------------- | ------------- |
| 第壱話 | 浪漫革命 ハイカラだぜ！       | あおしまたかし | 稲垣隆行        | 嘉村唯            | 伊更あめ 髙橋紀子 劉偉航 寧波麦冬映画 無錫月霊動画                                                                  | 村上彩香 森本浩文 | 2025年 7月7日 |
| 第弐話 | ノリがいいって ハイカラだぜ！ | あおしまたかし | 飯田崇          | 新井将生 本間陽平 | 原田峰文 | 村上彩香 森本浩文 | 7月14日       |
| 第参話 | この木 呟樹 ハイカラだぜ！    | ハラダサヤカ   | 福島宏之        | 渡辺正彦          | 小林奈々海 高田小知代 山下英美 鈴木莉乃 常定日和 杭州神在動画 光の園・アニメーション                                | 村上彩香 森本浩文 | 7月21日       |
| 第肆話 | お母さんって ハイカラだぜ！   | あおしまたかし | 鈴木行 福島宏之 | 徐恵眞            | 無錫月霊動画 張昀 育松アニメーション制作 花猫動画 無錫七彩動画                                                      | 村上彩香 森本浩文 | 7月28日       |
| 第伍話 | 水泳大会で ハイカラだぜ！     | たかすぎ梨香   | 江副仁美        | 江副仁美          | 小林奈々海 山下英美 Studio PAPER CRANES 無錫七彩動画 寧波麦冬映画 光の園・アニメーション 杭州神在動画 花猫動画      | 村上彩香 森本浩文 | 8月4日        |
| 第陸話 | 忍者の里で ハイカラだぜ！     | たかすぎ梨香   | 大畑清隆        | 渡辺正彦          | 高田小知代 伊更あめ 劉偉航 髙橋紀子 能條理行 中山由美 太田衣美                                                      | 村上彩香 森本浩文 | 8月11日       |
| 第漆話 | 蟹工船で ハイカラだぜ！       | ハラダサヤカ   | ヤマサキオサム  | 嘉村唯            | 伊更あめ 髙橋紀子 高田小知代 太田衣美 劉偉航 宇津野奈緒美 育松アニメーション制作 無錫七彩動画 杭州神在動画 花猫動画 | 村上彩香 森本浩文 | 8月18日       |

## 放送局
| 放送期間       | 放送時間               | 放送局   | 対象地域 | 備考                                            |
| -------------- | ---------------------- | -------- | -------- | ----------------------------------------------- |
| 2025年7月7日 - | 月曜 22:00 - 22:30     | AT-X     | 日本全域 | 製作参加 / CS放送 / 字幕放送 / リピート放送あり |
|                | 月曜 23:00 - 23:30     | TOKYO MX | 東京都   |                                                 |
|                | 月曜 23:30 - 火曜 0:00 | BS日テレ | 日本全域 | BS/BS4K放送 / 『アニメにむちゅ〜』枠            |

| 配信開始日   | 配信時間                           | 配信サイト | 備考         |
| ------------ | ---------------------------------- | --- | ------------ |
| 2025年7月8日 | 火曜 0:00（月曜深夜） 以降順次更新 | U-NEXT アニメ放題 ABEMA dアニメストア DMM TV Amazon Prime Video バンダイチャンネル Hulu FOD AnimeFesta Lemino アニメタイムズ J:COM STREAM （見放題） TELASA （見放題プラン） milplus 見放題パックプライム | 見放題配信   |
|              |                                    | Amazon Prime Video バンダイチャンネル ニコニコチャンネル | 都度課金配信 |

### ユニットメンバー
1. ↑  雲仙新九郎（高野大河）、酸ヶ湯愛琉志（長岡龍歩）、卯花惣輔（観世智顕）、長万部潮（小池貴大）、阿蘇空太（草野太一）
2. ↑  百目鬼珠闘麗斗（前野智昭）、乳頭左門（阿座上洋平）、猫魔祐（山下大輝）